# Reloj lackschild

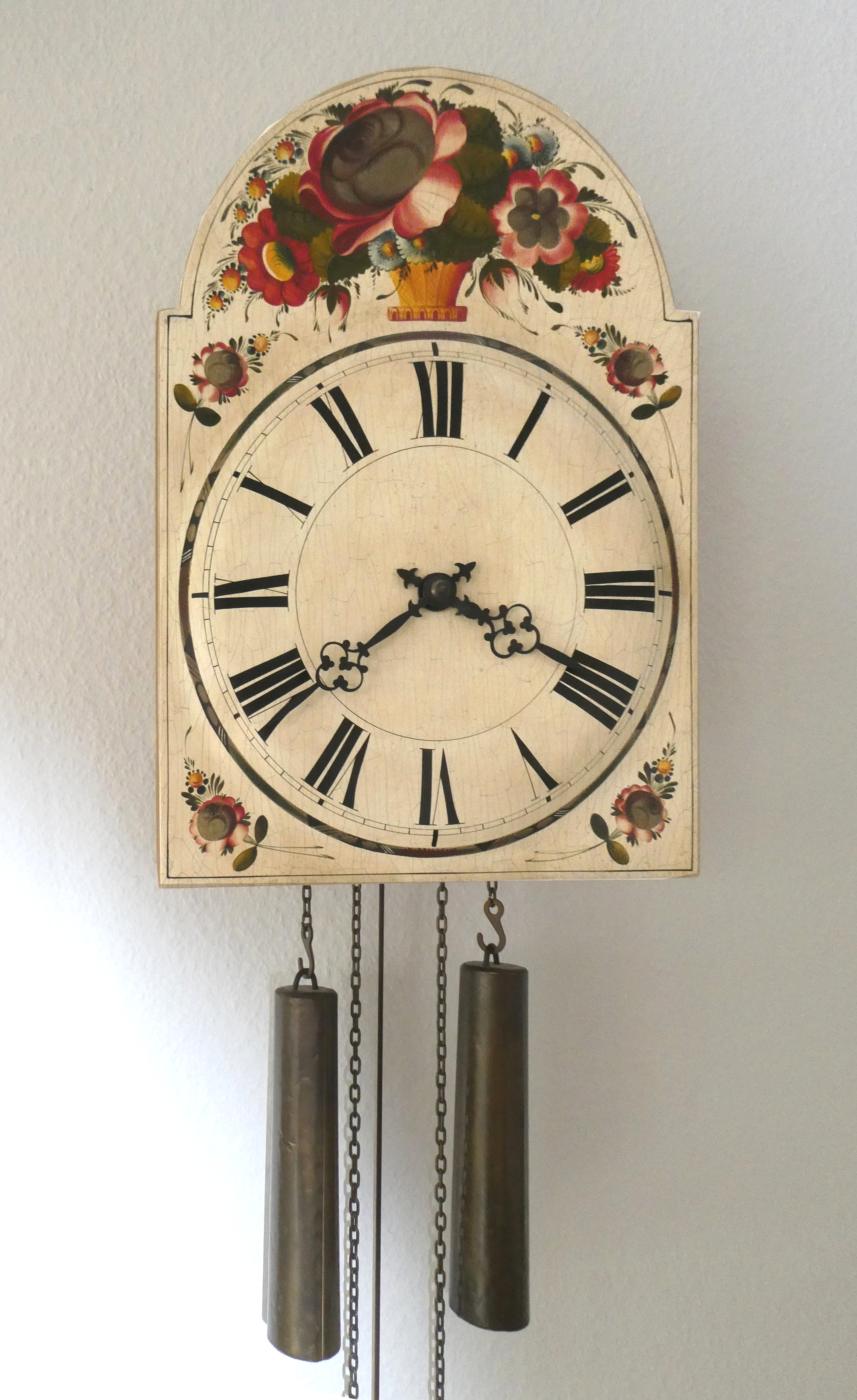
Reloj Lackschild de 1989

El reloj lackschild, reloj de escudo lacado o reloj de ratera, es un tipo de reloj desarrollado en la Selva Negra con un escudo de madera pintado en la parte superior, normalmente semicircular, que tuvo mucha difusión entre 1780 y 1880. Es probablemente el testimonio más conocido de los relojes de la Selva Negra.
Los relojes de placa lacada de pared empezaron a fabricarse Hacia finales del siglo XVIII. Tenían el panel frontal de madera lacado pintado a mano y recibían el nombre de Lack-Schilderuhr. En Cataluña tuvieron una gran difusión durante todo el siglo XIX y se les dio el apelativo de "relojes de ratera" con un plausible motivo como origen del nombre, dado que les importaba de la Selva Negra la familia de relojeros de Igualada, apellidados Ratera (aunque hay quien dice que era por la similitud a las ratoneras de madera.).
Los relojes lackschild, como otros relojes de la Selva Negra, fueron exportados a numerosos países, como España, Francia, Inglaterra y Suecia, donde la Selva Negra tenía una densa red de distribución comercial. Pero también encontraron grandes ventas en países más lejanos como el Imperio Otomano o Rusia, desde donde hicieron el camino hacia China.

## Historia

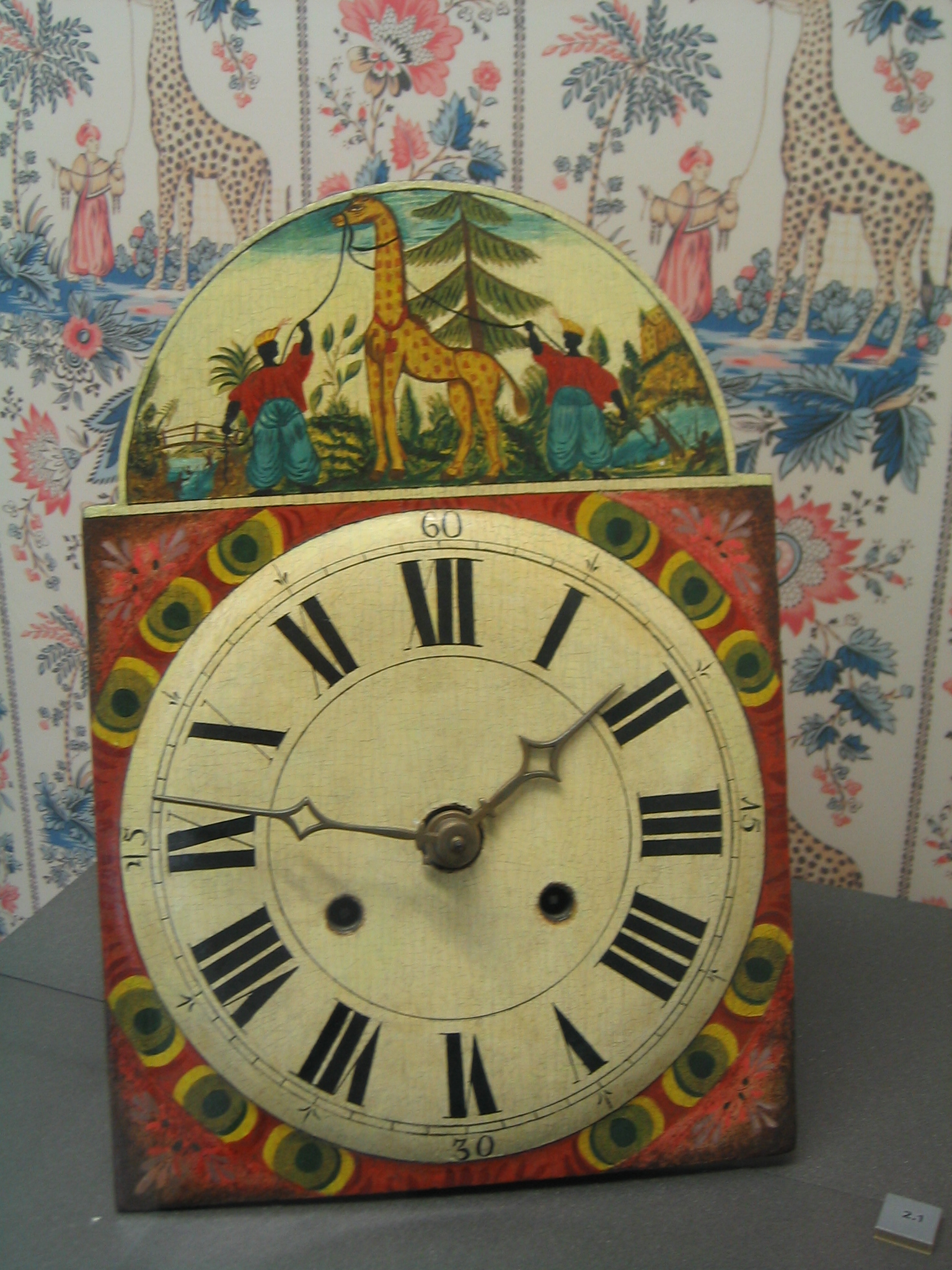
Un reloj de escudo lacado con un motivo colonial en el Museo del Reloj Alemán de Furtwangen

A partir de 1770, aparecieron en la Selva Negra, los primeros relojes pintados con pintura al óleo. Sin embargo, los pintores de rótulos de la región tardaron casi 30 años en encontrar los materiales y los procesos para realizar unos rótulos de madera atractivos y duraderos. El nombre Lackschild proviene de la invención de la "laca seca" de Kajetan Kreuzer (1780/1790). De hecho, este término no se refiere al recubrimiento protector de las placas frontales del reloj, como se afirma erróneamente, sino al sellado de yeso que se aplica antes de dar la capa de pintura superficial de los rótulos, que es lo que dio su nombre a los relojes. Desde la primera mitad del XIX hasta finales de siglo, los rótulos de madera pintados a mano fueron el sello distintivo de los relojes de la Selva Negra.
Un tipo especial de reloj de la Selva Negra, que a menudo se combinaba en las cajas con escudos lacados, es el llamado Black Forest Surrer. Tiene una campana de 4/4 (Grand Sonnerie) y suena cada cuarto de hora (el primer cuarto 1 vez, después 2 veces, 3 veces, 4 veces) y finalmente las campanadas de la hora completa. El nombre "Surrer" se refiere al sonido de zumbido que se escucha especialmente cuando el reloj toca un número bajo de horas (el primer cuarto de  hora) ya que la rueda que arrastra debe volver a su posición inicial después de cada campanada. En la mayoría de los casos y en modelos más antiguos, estos movimientos tienen un regulador de mariposa vertical en lugar de tenerlo horizontal. Estos movimientos no disponen de disco de bloqueo, lo que tiene la ventaja de que la secuencia de sonería puede hacerse sonar manualmente.

## Fabricación

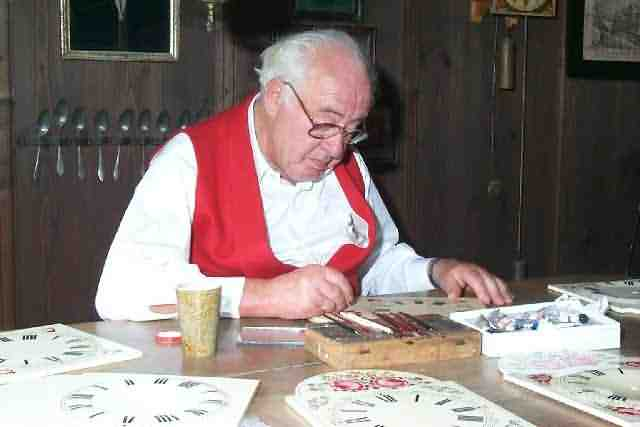
Un pintor de placas de reloj trabajando

Todo el frontal incluyendo el escudo superior, hecho generalmente con madera de abeto, se remojaba con agua de cal para poder darle una imprimación de yeso en polvo. Una vez secado, se aplicaban varias capas de plomo blanco disuelto en barniz de trementina, después se volvía a secar y se pulía. A continuación, se pintaban los números del reloj con una plantilla antes de añadir otros elementos decorativos hechos a mano por parte de pintores especializados en rótulos. Finalmente, se aplicaba un barniz de goma laca disuelta en trementina y se pulía con un trapo mojado con aceite de linaza, que le daba el brillo típico de la laca.
Hay seis tamaños relojes, con las cifras que indican el tamaño de la parte del escudo que sobresale, en pulgadas cuadradas: 5, 7, 9, 10, 11 y 12. También se pueden distinguir según el tiempo que dura la cuerda y se deben volver a enrollar las pesas, de modo que existen relojes de 12 horas, 24 horas y 8 días; estos últimos aparecieron hacia 1830.

## Decoración
El escudo superior estaba especialmente indicado para la elaboración decoración artesanal creativa, donde se pueden encontrar especialmente rótulos con decoraciones florales, pero también numerosas otras representaciones de paisajes campestres, etc. Además, normalmente hay dos o cuatro columnas junto a la esfera de las horas; de no estar, las esquinas solían decorarse con motivos florales.
Debido a las ventas masivas, las pinturas raramente eran de gran calidad, aunque los pintores de relojes individuales se hicieron un nombre con sus habilidades. Hacia 1845 aparecieron las calcomanías que representaban paisajes o ciudades. El diseño de los rótulos seguía las tendencias de la moda y a menudo recogía eventos de actualidad, como un rótulo con una jirafa y dos "figuras moriscas", en tiempos de Carlos X, con motivo de la exposición de la jirafa Zarafa.